# ويكيبيديا للمدارس
ويكيبيديا للمدارس مجموعة مختارة من المقالات من ويكيبيديا التي تنتجها مؤسسة خيرية دولية للأطفال إس أو إس الأطفال وتم تحديثها مؤخرا في عام 2013. كانت في الأصل قد أنتجت كمصدر تعليمى للمدارس في البلدان التي يعد الوصول إلى الإنترنت فيها محدودا، على الرغم من أنها تمتعت أيضا بنجاح كبير في العالم المتقدم. في حين الإصدار السابق كان قد تم إصداره على CD ثم DVD، الإصدار الحالي متاح على الإنترنت وكذلك عن طريق التحميل وعلى ذاكرة USB . عندما تم الإفراج عن النسخة الأولى في أبريل 2006، وكان الإصدار الوحيد من ويكيبيديا للمدارس حاليا متاح على CD.
طبعة 2013 من ويكيبيديا للمدارس تحتوي على 6000 من المقالات التي تضم 26 مليون كلمة، فضلا عن 50,000 صورة.قد أعتمد المناهج الوطنية للمملكة المتحدة المنهج الوطني (انكلترا وويلز وايرلندا الشمالية) كنقطة انطلاق لها، ويتم تنظيم المواد حسب المواضيع المدرسية، من Art and Citizenship, to Geography and Mathematics.وقد تم اختيار كل الصفحات من ويكيبيديا من قبل الموظفين والمتطوعين في SOS للأطفال، قبل أن يتم فحصها للتأكد من صلاحيتها للأطفال، وأي محتوى غير لائق تمت إزالتة قبل الإصدار. وتلك خطوة إضافية قد تم تصميمها لإزالة المشكلة الرئيسية مع ويكيبيديا من وجهة نظر العديد من المعلمين وأولياء الأمور.

## التوزيع
عندما تم إصدار ويكيبيديا للمدارس لأول مرة في أبريل 2006، تم توزيع النسخ على CD. وجرى التوزيع إلى حد كبير من قبل الأطفال SOS بمساعدة المنظمة الراعية في قرى الأطفال إس أو إس الدولية. ومع ذلك، في جنوب أفريقيا والهند، استفادت SOS للأطفال من مساعدة شركاء مثل مؤسسة مارك شاتلوورث ومؤسسة ثقب في الجدار. أصدرت نسخة 2013 من ويكيبيديا للمدارس على ذاكرة USB ، لاستيعاب زيادة حجم الطبعة الجديدة، وكذلك لتحسين القدرة على الصمود والاعتمادية.
يكيبيديا للمدارس يمكن أيضا الوصول إليها في http://schools-wikipedia.org. هذه النسخة الإلكترونية تحصل على حوالي 7000 زيارة يوميا ترتفع إلى أكثر من 20,000 في الفترة التي تسبق الطبعات الجديدة. Plucker يمكن أن يتم إصدار قاعدة بيانات لطبعة 2007 على بطاقة SD عن بالم بايلوت.

## تاريخ المشروع
لأن هذا التوزيع لم يكن في البداية مشروعا رسميا ويكيميديا، فإن بعض التغييرات كان يجب إجراؤها لأسباب قانونية.